# Palác Lingkana
Palác Lingkana je residence bhútánského krále Džigmeho Khesara Namgjela Wangčhuga. Areál paláce se nachází v hlavním městě Thimbú a sousedí s buddhistickým klášterem Tašičho Dzong.
Právě zde královna manželka Džetsun Pema porodila 5. února 2016 syna Džigmeho Namgjala Wangčhuga. Dne 19. března 2020 zde porodila královna Džetsun Pema svého druhého syna Džigmeho Urgjäna Wangčhuga. Dne 9. září 2023 král oznámil, že královna v tomto paláci porodila jejich třetí dítě a jedinou dceru, Sonam Jangden Wangčhug.